# Aston Martin DBX
Aston Martin DBX – samochód osobowy typu SUV Coupé klasy wyższej produkowany pod brytyjską marką Aston Martin od 2020 roku.

## Historia i opis modelu

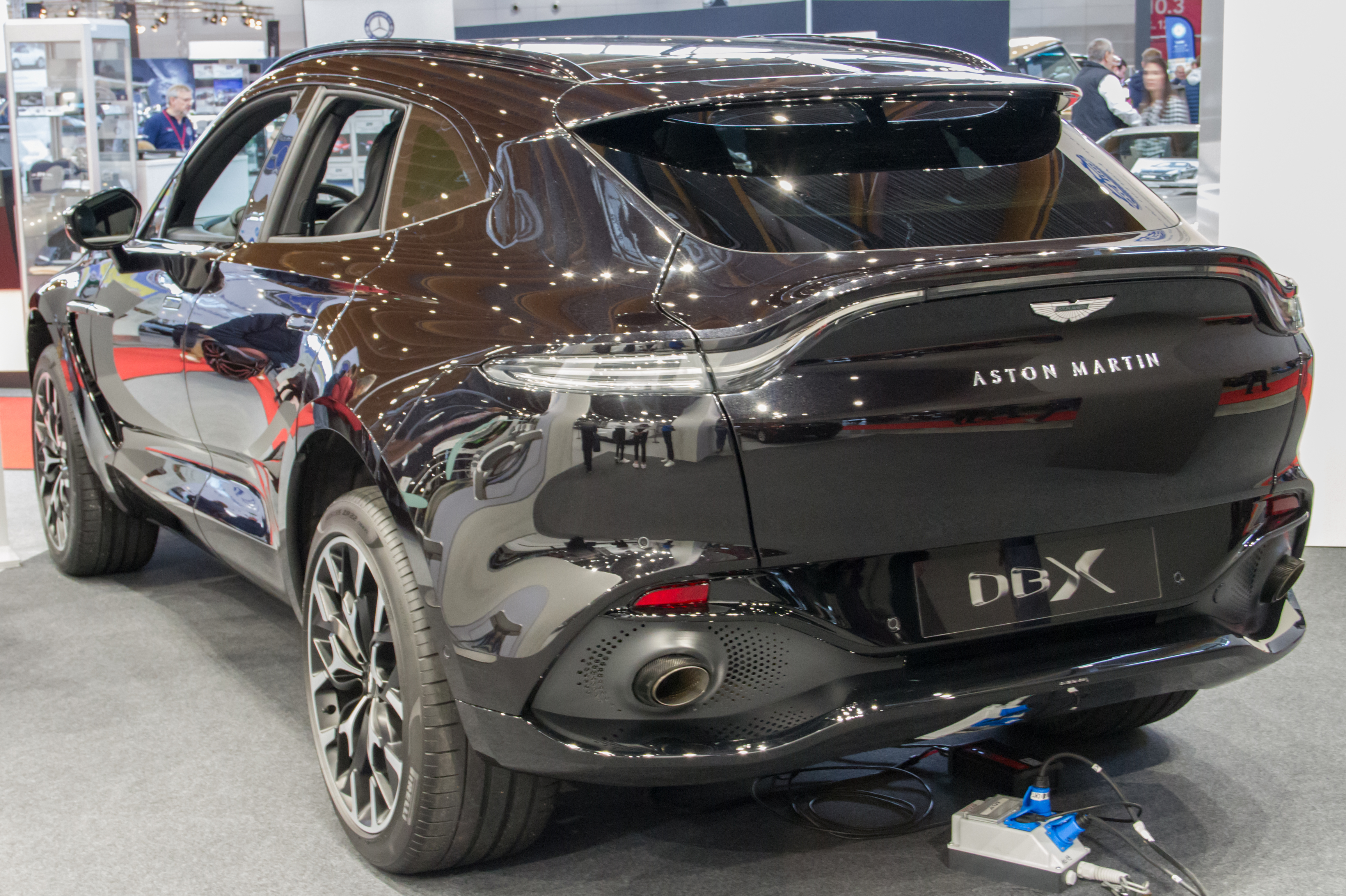
Aston Martin DBX - tył

Zapowiedź pierwszego w historii marki Aston Martin samochodu z podwyższonym prześwitem i bliskim do SUV-a charakterem przedstawiono w 2015 roku, kiedy to na Geneva Motor Show producent przedstawił model DBX Concept. Studium obrazowało wówczas koncepcję takiego samochodu jako sportowego coupe z plastikowymi nakładkami i wyżej zawieszonym nadwoziem. W momencie premiery DBX producent nie potwierdził, czy samochód trafi do seryjnej produkcji.

### Rozwój
Kwestia potencjalnego SUV-a w wykonaniu Aston Martina powróciła w lutym 2016 roku, kiedy to producent oficjalnie potwierdził plany opracowania seryjnego SUV-a, który produkowany będzie w nowych zakładach marki zlokalizowanych daleko od rodzimego Gaydon – wybrano miejscowość St Athan w południowej Walii. W sierpniu 2017 roku producent poinformował z kolei, że produkcyjny SUV Aston Martina nie będzie seryjną koncepcją DBX Concept z 2015 roku i otrzyma zupełnie nowy wygląd z proporcjami klasycznego SUV-a. W marcu 2018 roku wybrane media motoryzacyjne zaczęły podawać spekulacje, że seryjny SUV Aston Martina będzie nazywać się Varekai, jednak w listopadzie tego samego roku producent rozwiał te spekulacje prezentując oficjalną zapowiedź modelu pod nazwą Aston Martin DBX, zapowiadając debiut modelu na koniec 2019 roku.

### Premiera
Zgodnie z zapowiedziami sprzed roku, oficjalna premiera Astona Martina DBX miała miejsce w listopadzie 2019 roku na Los Angeles Auto Show. Samochód obrał koncepcję sportowo stylizowanego SUV-a klasy wyższej z masywnym nadwoziem nawiązującym pod kątem wyglądu do modelu V8 Vantage z 2017 roku. Charakterystycznymi elementami jest zwłaszcza duża atrapa chłodnicy, wąskie i podłużne reflektory, a także "lotka" zdobiąca klapę badażnika, która płynnie łączy się z tylnymi lampami. 
Pierwszy seryjnie produkowany egzemplarz zjechał z linii produkcyjnej w lipcu 2020 roku. 

### Wnętrze
Wnętrze utrzymano w luksusowym charakterze - wykonano je z mieszanki alcantary i skóry, dodając też wstawki z aluminium i włókna węglowego. Kokpit zdobi ekran dotykowy i nisko osadzone nawiewy. Aston Martin wygospodarował w DBX obszerną przestrzeń pasażerską - samochód pomieści 823 litry bagażu.

### Silnik
Pod maskę Aston Martina DBX trafiła jednostka napędowa znana z modelu V8 Vantage i DB11 - 4-litrowy, podwójnie doładowany silnik V8 o mocy 550 KM i 770 Nm maksymalnego momentu obrotowego. Rozwija on maksymalnie 291 km/h i rozpędza się do 100 km/h w 4,5 sekundy.